# Timotej Dodlek
Timotej Dodlek (23 novembre 1989) è un calciatore sloveno, centrocampista del Rače.

## Palmarès

### Club
- Coppa di Slovenia: 1

Maribor: 2009-2010
- Campionato sloveno: 1

Maribor: 2010-2011